# 세계 수중 연맹

CMAS의 교육 제도

세계 수중 연맹(世界水中聯盟, 프랑스어: Confédération Mondiale des Activités Subaquatiques, 영어: World Underwater Federation) 또는 CMAS는 수중 스포츠의 보급과 활성화를 위해 만들어진 국제기구이다. 1959년 1월 창립되었다. 한국은 1982년 6월에 가입하였다.

## 같이 보기
- 대한수중핀수영협회